# Strigamia branneri
Strigamia branneri är en mångfotingart som först beskrevs av Bollman C.H. 1888.  Strigamia branneri ingår i släktet Strigamia och familjen spoljordkrypare. Inga underarter finns listade i Catalogue of Life.